# Капцова, Нина Александровна
Ни́на Алекса́ндровна Капцо́ва (род. 16 октября 1978, Ростов-на-Дону) — российская артистка балета, прима-балерина Большого театра. Заслуженная артистка России (2010).
Мировую славу Капцовой принесли лирико-драматические партии в балетах «Жизель», «Спартак», «Сильфида», «Щелкунчик», «Спящая красавица», «Ромео и Джульетта».

## Биография
С 5 лет мечтала станцевать Чёрного лебедя в «Лебедином озере». Занималась балетом сначала в кружке, а затем с 1988 года в Московской государственной академии хореографии. Первым её педагогом стала Людмила Алексеевна Коленченко, затем Лариса Валентиновна Доброжан, а на последних двух курсах Софья Николаевна Головкина, народная артистка СССР, профессор, ректор академии. В 1991—1992 годах стала самым молодым стипендиатом международной благотворительной программы «Новые имена», получив её вместе с Николаем Цискаридзе и Дмитрием Белоголовцевым. В 1994—1995 годах — стала самым молодым лауреатом этой программы. В 1996 году являлась стипендиатом Олимпийского комитета России. На 1-м курсе танцевала па-де-де из балета «Тщетная предосторожность» А. Горского с выпускником Денисом Медведевым, на 2-м курсе — па-де-де из балета «Щелкунчик» В. Вайнонена с выпускником Сергеем Васюченко и на 3-м, выпускном курсе, — па-де-де из балета «Коппелия» А. Горского вместе с однокурсником Андреем Болотиным.
После окончания академии с красным дипломом в 1996 году была принята в труппу Большого театра, где её педагогом-репетитором стала профессор, народная артистка СССР Марина Кондратьева. В ноябре 1997 года впервые станцевала вариацию в гран па в балете «Раймонда». В 1999 году впервые станцевала Машу в балете «Щелкунчик», посвящённом 90-летию Симона Вирсаладзе. За эту роль Капцова выдвигалась на соискание приза «Benois de la dance». В том же году балерина дебютировала в главной партии в балете «Анюта». С сезона 2009/10 её педагогом-репетитором является профессор, народная артистка России Нина Семизорова.
В 2000 году стала дипломантом приза Benois de la dance за роль Мари в балете Юрия Григоровича «Щелкунчик». В 2001 году награждена знаком отличия Министерства культуры РФ «За достижения в культуре». В 2010 году присвоено звание «Заслуженная артистка Российской Федерации».
28 октября 2011 года выступала на торжественном концерте, посвящённом открытию после реставрации исторической сцены Большого театра («Танго» из «Золотого Века»). С 19 ноября 2011 года — прима-балерина Большого театра.
Во время гастролей Большого театра в США в мае 2012 года Сванильда в исполнении Капцовой («Коппелия») вызвала единодушный восторг в среде американских балетных критиков.
В 2017 году стала дипломантом приза Benois de la dance за партию в балете «Совсем недолго вместе» на музыку М. Рихтера и Л. ван Бетховена (хореография П. Лайтфута и С. Леон).
Предпочитала яркие, демонические роли, интереснейшей актёрской задачей считает воплощение на сцене отрицательных образов, персонажей, органика которых построена на сопротивлении её нежной, лиричной и романтической натуре.

## Семья
Нина Капцова замужем за пианистом Алексеем Мелентьевым, концертмейстером Большого театра. В феврале 2014 года она родила дочь Елизавету.

## Творчество

### Репертуар
Замечательный, тонкий мастер Нина Капцова. Балерина-фея, балерина-амур, её дар объемен, сценические создания отмечены художнической и человеческой зрелостью, экспрессивностью и особым шармом. Чистота танца для неё - лишь средство, а не самоцель. Владение техникой рождает ощущение свободы и гармонии. Рифмованная, подобно балладе, поэтическая пластика повествует о солнечном дне, счастье взаимной любви, вольном полете душ. Но при этом хранит и сдерживаемый страх гибельных расставаний.
Главные партии в многоактных балетах
- Мари в балете «Щелкунчик» П. И. Чайковского, хореография Ю. Н. Григоровича (1999)
- Анюта в балете «Анюта» В. Гаврилина, хореография В. В. Васильева (1999)
- Принцесса Аврора в балете «Спящая красавица» П. И. Чайковского, редакция Ю. Н. Григоровича (2000)
- Лиза в балете «Тщетная предосторожность» Л. Герольда, хореография Ф. Аштона (2002). Первая исполнительница в Большом театре три премьеры подряд.
- Сильфида в балете «Сильфида» Х. Левенскольда, хореография А. Бурнонвиля (2002) и новая хореография Й. Кобборга (2008)
- Зина в балете «Светлый ручей» Д. Шостаковича, хореография А. Ратманского (2004)
- Фригия в балете «Спартак» А. Хачатуряна, хореография Ю. Н. Григоровича (2004)
- Елена в балете «Сон в летнюю ночь» Ф. Мендельсона-Бартольди и Д. Лигети, хореография Дж. Ноймайера (2004). Первая исполнительница в Большом театре
- Рита в балете «Золотой век» Д. Шостаковича, хореография Ю. Н. Григоровича (2006)
- Жизель в балете «Жизель» А. Адана, редакция Ю. Н. Григоровича (2006)
- Ширин в балете «Легенда о любви» А. Меликова, хореография Ю. Н. Григоровича (2006)
- Эсмеральда в одноимённом балете Ц. Пуни, хореография М. Петипа, постановка и новая хореография Ю. Бурлаки и В. Медведева (2009)
- Джульетта в балете «Ромео и Джульетта» С. Прокофьева, хореография Ю. Н. Григоровича (2010)
- Сванильда в балете «Коппелия» Л. Делиба, хореография М. Петипа и Э. Чекетти, постановка и новая хореографическая редакция С. Вихарева (2011)
- Корали в балете «Утраченные иллюзии» П. Десятникова в постановке А. Ратманского (2011)
- Принцесса Флорина в балете «Спящая красавица» в новой хореографической редакции Юрия Григоровича — первая исполнительница (2011)
- Принцесса Аврора в балете «Спящая красавица» в новой хореографической редакции Юрия Григоровича (2011)
- Китри в балете «Дон Кихот» Л. Минкуса в редакции А.Фадеечева (2012). Дебют состоялся во время гастролей Большого театра в Оттаве(Канада)
- Анастасия («Иван Грозный» на музыку С. Прокофьева, хореография Ю. Григоровича)
- Чистюля («Мойдодыр» Е. Подгайца в постановке Ю. Смекалова) — первая исполнительница
- Татьяна («Онегин» на музыку П. Чайковского, хореография Дж. Крэнко)
- Маргарита Готье («Дама с камелиями» на музыку Ф. Шопена, хореография Дж. Ноймайера
- Бьянка («Укрощение строптивой» на музыку Дмитрия Шостаковича, хореография Ж.-К. Майо)
- Мери («Герой нашего времени» И. Демуцкого, часть «Княжна Мери», хореография Ю. Посохова, режиссёр К. Серебренников)

Главные партии в одноактных балетах
- Муза в балете на музыку С. Рахманинова, хореография Л. Лавровского (1998)
- Дама сердца в балете «Фантазия на тему Казановы» В. А. Моцарта, хореография Л. Лавровского (1999)
- Солистка в балете «Моцартиана» на музыку П. И. Чайковского, хореография Дж. Баланчина (2000)
- Солистка в балете «Послеполуденный отдых фавна» на музыку К. Дебюсси, хореография Дж. Роббинса (2001)
- «Тарантелла». Балет Дж. Баланчина на музыку Л. М. Готшалька (2004)
- «Па де де Чайковского». Балет Дж. Баланчина на музыку П. И. Чайковского (2004)
- Легкомыслие в балете «Предзнаменования» на музыку Пятой симфонии П. И. Чайковского, хореография Л. Ф. Мясина (2005)
- Солистка в балете «Игра в карты» на музыку И. Стравинского, хореография А. Ратманского (2006)
- Ученица в балете Ж. Делерю «Урок», хореография Ф. Флиндта (2007)
- Страсть в балете «Предзнаменования» П. И. Чайковского, хореография Л. Ф. Мясина (2009)
- Лиза в балете «Пиковая дама» П. И. Чайковского, хореография Р. Пети (2009)
- Балерина в балете «Петрушка» И. Стравинского, хореография М. Фокина, новая хореографическая редакция С. Вихарева (2010)
- ведущая партия в «Рубинах» (II части балета «Драгоценности») на музыку И. Стравинского (хореография Дж. Баланчина)
- ведущая партия в «Изумрудах» (I части балета «Драгоценности») на музыку Г. Форе (хореография Дж. Баланчина)
- ведущая партия в «Бриллиантах» на музыку П. Чайковского (хореография Дж. Баланчина) — дебютировала на гастролях Большого театра в Гонконге

Другие значительные партии
- Амур в балете «Дон Кихот»
- Первое па де труа. Балет Дж. Баланчина «Агон». Первая исполнительница
- Второе па де труа. Балет Дж. Баланчина «Агон»
- Джампе в балете «Баядерка»
- Принцесса Флорина в балете «Спящая красавица»
- Па де скляв (участница премьеры) и Гюльнара в балете «Корсар»
- Аделина и Мирей де Пуатье в балете «Пламя Парижа»
- Неаполитанская невеста и сверстницы принца в балете «Лебединое озеро»

Другие значительные партии вне Большого театра
- Одетта-Одиллия в балете «Лебединое озеро»
- «Видение розы»

Главные роли в других театрах
Татарский государственный академический театр оперы и балета имени М.Джалиля. (Международный фестиваль классического балета имени Рудольфа Нуреева, г. Казань)
- Анюта (2002)
- Принцесса Аврора (2008)
- Коппелия (2011)

Краснодарский музыкальный театр
- Жизель (2008)
- Принцесса Аврора — 2008 (премьера)

ГАТОБ имени Абая (Международный фестиваль оперного и балетного искусства, Алма-Ата)
- Джульетта (2011)

Московский областной государственный театр «Русский балет»
- Принцесса Аврора (2006)

Музыкальный театр имени Станиславского и Немировича-Данченко
- Жизель (2010)

### Гастроли
2000
- Гала-концерт артистов балета в Греции — с Андреем Евдокимовым исполнила па де де из балета «Корсар» А. Адана (хореография М. Петипа).

2003
- Фестиваль артистов Большого театра, Датского королевского балета и Американского Балетного театра, прошедшем на сцене Кеннеди-центра в Вашингтоне. Танцевала «Видение розы» на музыку К. м. фон Вебера (хореография М. Фокина, партнёр Геннадий Янин).
- Гала-концерт в рамках проекта «Звезды XXI века» в Торонто (партнер Дмитрий Гуданов)
- Заглавная партия в балете Анатолия Емельянова «Ромео и Джульетта» на музыку П. Чайковского (партнер Александр Волчков) в рамках гастролей театра «Корона русского балета» в Мексике.

2004
- «Тарантелла» (хореография Дж. Баланчина) на Международном фестивале «Звезды белых ночей» в Санкт-Петербурге.
- Па де де Чайковского (хореография Дж. Баланчина) в акции «Ночь открытых музеев» в Берлине в посольстве РФ в Германии .

2005
- Партия Принцессы Авроры в балете «Спящая красавица» в составе труппы театра «Русский балет» (гастроли в Мексике) .

2006
- Гала-концерт Международного фестиваля классического балета имени Рудольфа Нуреева в Казани (па де де из балета «Сильфида», монолог Фригии и адажио со Спартаком из балета «Спартак», Танго Марго и Месье Жака из балета «Золотой век»), а также исполнила партию Принцессы Флорины в балете «Спящая красавица» с балетной труппой театра им. Джалиля.

2011
- Одетта-Одиллия и Жизель во время гастролей «Русского балета» в г. Дублине (Ирландия).
- партия Мирей де Пуатье («Пламя Парижа» Б. Асафьева в постановке А. Ратманского с использованием хореографии В. Вайнонена) во время гастролей труппы Большого театра в Париже (Антуан Мистраль — Артем Овчаренко)[9].
- Партия Сванильды в балете «Коппелия» Казанский фестиваль им. Нуреева.

## Видеография
- 1997 — «Жизель» А. Адана (Па д’аксьон)
- 2000 — «Дон Кихот» Л. Минкуса — Амур
- 2001 — «Баядерка» Л. Минкуса — Джампе
- 2008 — «Ульяна Лопаткина и звезды русского балета» (телеверсия концерта, канал «Культура»); «Спартак» (Фригия, Спартак — Карлос Акоста)
- 2010 — «Пламя Парижа» (Аделина); «Большой балет: Щелкунчик» (Маша)
- 2011 — «Спящая красавица» (принцесса Флорина)
- 2012 — «Корсар» (Гюльнара); «Дочь фараона» (Рамзея)